# American Tobacco Company

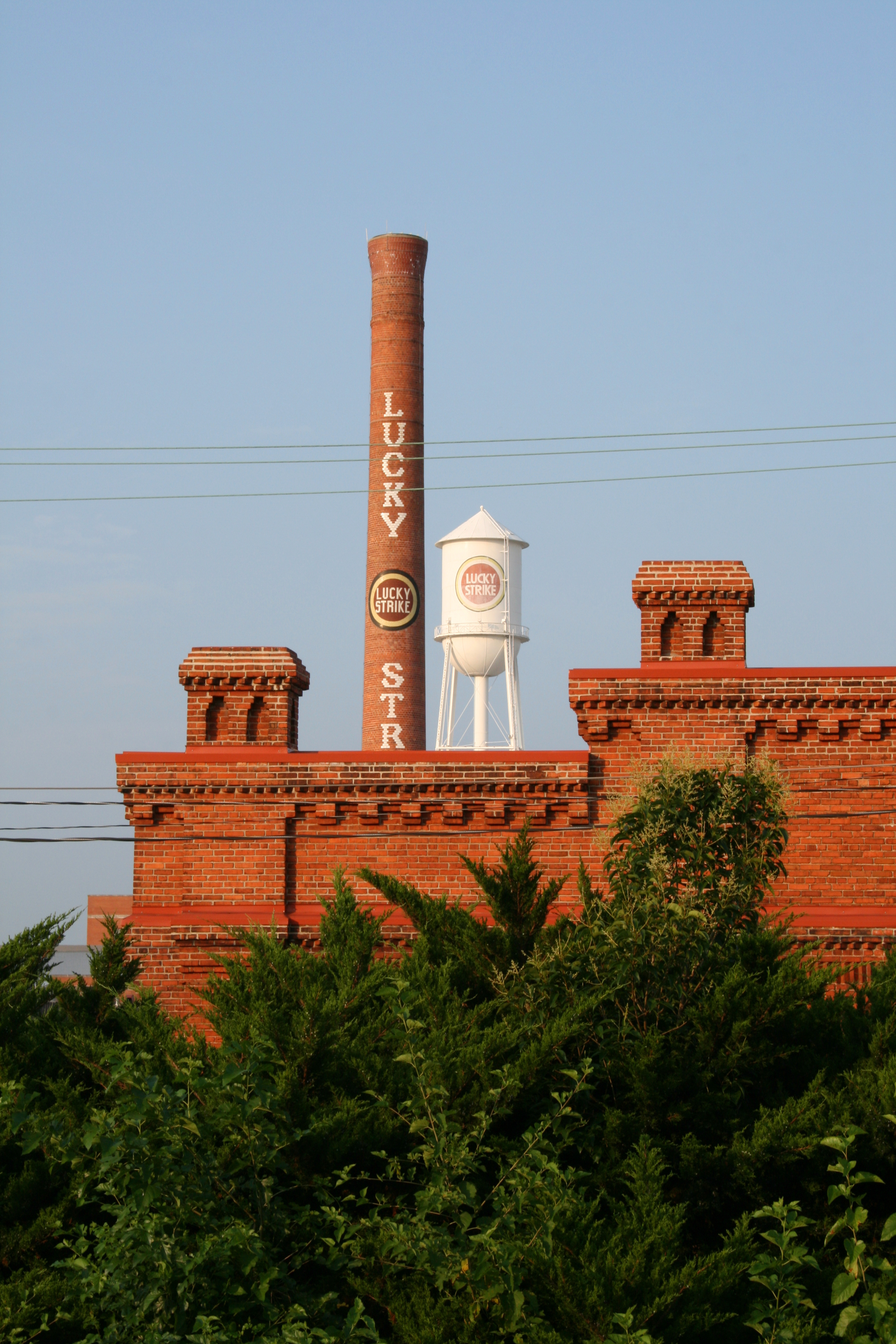
Chaminé com o logo dos cigarros Lucky Strike no Distrito Industrial histórico de Durham (Carolina do Norte) em foto de 23-07-2008

American Tobacco Company foi uma empresa de tabaco americana, inaugurada em 1890 por J. B. Duke através da fusão de diversas fábricas de tabaco dos EUA, incluindo Allen e Ginter e Goodwin & Company.
A empresa fora responsável por re-lançar em 1911 uma das marcas de cigarro de maior sucesso mundial, o Lucky Strike, dominando o mercado Europeu e Norte-Americano pelo sucesso alcançado pela marca e por mais de 200 outras, que passaram a ser propriedade da holding após uma agressiva ação de compras iniciada nas duas primeiras décadas do século XX. Com uma ação anti-truste iniciada pelo governo dos EUA em 1907, a empresa fora fragmentada em diversas outras de grande porte, intervenção concluída em 1911 com êxito, já que algumas marcas se consolidaram no mercado e obtiveram ao longo das décadas seguintes sucesso de vendas.
A American Tobacco Company foi reestruturada no ano de 1969, formando uma holding chamada American Brands, Inc., que operou a American Tobacco como uma subsidiária, incluindo as marcas que eram operadas pela última. A empresa adquiriu uma variedade de negócios não relacionados ao tabaco durante os anos 1970 e 1980, e vendeu suas operações de produção de tabaco para a Brown & Williamson em 1994.

## História da American Tobacco Company

### Origens
O fundador da American Tobacco Company, James Buchanan Duke, iniciou seus investimentos na indústria do cigarro em 1879, quando ele optou por introduzir um novo modelo de negócio, em vez de enfrentar a concorrência no negócio do tabaco contra a marca Bull Durham, sediando sua empresa também na mesma cidade de Durham, no Estado da Carolina do Norte.
Em 1881, dois anos depois a empresa W. Duke Sons & Company, de propriedade de W. Duke, entrou no negócio de cigarros, momento em que James Bonsack inventou uma nova máquina de enrolar cigarros, aumentando exponencialmente a produção em larga escala. A máquina era capaz de produziu mais de 200 cigarros por minuto, o equivalente ao que uma mão hábil poderia produzir em uma hora, o que reduziu drásticamente o custo de enrolar cigarros—considerando os custos gerais, em cinqüenta por cento. Além deste benefício,a máquina cortava cada cigarro com precisão, criando uniformidade entre os cigarros confeccionados.
W. Duke definiu um acordo com a Bonsack Machine Company em 1884. Duke concordou em produzir todos os cigarros com suas duas máquinas Bonsack, cedidas em regime de comodato, e em contrapartida Bonsack reduziu o preço dos royalties de US $ 0,30 por milheiro de cigarros industriais para US $ 0,20. Duke também contratou um dos mecânicos da Bonsack, ação que resultou em menos avarias de suas máquinas do que em seus concorrentes. Este contrato secreto resultou em uma vantagem competitiva sobre os concorrentes da Duke, já que ele era capaz de baixar seus preços ainda mais do que os outros tinham possibilidades de fazer.
Na década de 1880, enquanto Duke estava começando a fabricar máquinas de enrolar cigarros, ele viu que as taxas de crescimento da indústria do tabaco estavam em declínio. Sua solução foi combinar as empresas, fundando neste processo "um dos primeiros grandes holdings na história americana". W. Duke repassou pelo menos 800.000 dólares em publicidade em 1889, além de baixar os preços, aceitando um lucro líquido de menos de $ 400.000, o que forçou seus principais concorrentes a também baixar seus preços e, em 1890, se juntarem a seu consórcio com o nome da American Tobacco Company. Tal prática não foi isolada, já que mais tarde também a Coca-Cola adotou uma agressiva expansão pelo barateamento de seus engarrafados e pela prática de trust, com a reunião de empresas na holding e compra de pequenas fabricantes. As cinco empresas constituintes do American Tobacco foram : W. Duke & Sons, Allen & Ginter, WS Kimball & Company, Kinney Tabaco e Goodwin & Company - produzido 90% dos cigarros feitos em 1890 nos EUA. O primeiro ano da American Tobacco Company foi listada na NYSE . Dentro de duas décadas de sua fundação, a empresa American Tobacco absorveu cerca de 250 empresas e produziu 80% dos cigarros, além de tabaco para consumo a granel e rapé produzido nos Estados Unidos. Com a inovação de W. Duke, American Tobacco expandiu seu patrimônio líquido de 25.000.0000 de dólares para 316,000.000 de dólares.

### O "Tabaco de Confiança"
A empresa tornou-se rapidamente conhecida pelo slogan "Tabaco de Confiança", criado desde a sua fundação. W. Duke logo passou a controlar o mercado de cigarros dos EUA, passando sua companhia de tabacos a chamar a atenção dos legisladores nos Estados Unidos, um país com aversão histórica para os monopólios.
A American Tobacco Company passou a dedicar-se exclusivamente à fabricação e venda de cigarros, deixando o crescente mercado de distribuição de varejo para empresários independentes. No entanto, a empresa manteve sua presença no varejo pela tática de eliminar as ineficiências e os intermediários através de consolidação verticais. Logo a holding começou a se expandir para o Grande Grã-Bretanha, China, e Japão. A empresa também manteve interesse na produção de outros produtos derivados do tabaco, embora algumas linhas deixassem de ser eventualmente vendidas em razão do baixo consumo, a exemplo do rapé.
O Sherman Antitrust Act, dispositivo de lei criado para cercear os monopólios praticados nos EUA, foi criado em 1890, e em 1907 a American Tobacco Company foi indiciada pela violação do mesmo. Em 1908, quando o Departamento de Justiça entrou com uma ação contra a empresa, sessenta e cinco empresas e vinte e nove indivíduos foram nomeados no processo. O Supremo Tribunal Federal dos EUA condenou a empresa a ser dissolvida em 1911, no mesmo dia em que ordenou a Standard Oil a ser fragmentada.

### Dissolução da empresa
A dissolução da empresa provou ser complicada. A American Tobacco Company tinha combinado muitas empresas em processos de fusões anteriores. Um departamento conseguiria um determinado processo para toda a organização, produzindo marcas anteriormente pertencentes a outras empresas. Ao longo de oito meses um plano para a dissolução, destinando-se a assegurar a concorrência entre as novas empresas, foi negociado. A grande questão era como distribuir marcas e entre as empresas resultantes.
Quatro empresas foram criadas a partir de ativos da American Tobacco Company: American Tobacco Company, RJ Reynolds, Liggett & Myers e Lorillard . O monopólio tornou-se um oligopólio. O principal resultado da dissolução da American Tobacco e a criação dessas empresas foi um aumento da publicidade e a promoção da indústria de cigarros como uma forma de competição existente entre as empresas.

## História recente
Ao mesmo tempo em que ocorria a ação antitruste de 1911, a participação da empresa na British American Tobacco (BAT) foi vendida. Em 1994, BAT adquiriu sua antiga controladora, American Tobacco Company (embora reorganizada após processos antitrust). Isso trouxe o Lucky Strike e Pall Mall, marcas do antigo portfólio, para a BAT como parte do braço americano da BAT, Brown & Williamson.
B & W mais tarde se fundiu com a RJ Reynolds Tobacco Company em 2004.

### Requalificação
Em 2004, o  anteriormente abandonado Campus American Tobacco (ATC), em Durham, foi reaberto como um complexo de escritórios, lojas e restaurantes. Desenvolvido pela Capitol Broadcasting e reaberto como o American Tobacco Historic District em sua Fase 1 consistiu na construção de várias empresas como Fowler, Crowe, Strickland, Reed, e Washington Buildings, e incluiu a construção de dois novos parques de estacionamento e uma característica queda d'água através do centro do campus desenhado por Smallwood, Reynolds, Stewart, Stewart de Atlanta, Georgia, construídos sob encomenda por WPLaw Inc. com sede em Lexington, South Carolina. Na segunda fase de construção, foram edificados os edifícios restantes. Muitos espaços de escritórios no ATC são hoje utilizados pela Duke University.